# První vláda Willyho Brandta
První vláda Willyho Brandta byla vláda SRN v období Západního Německa, působila od 22. října 1969 do 15. prosince 1972.
Byla vytvořena po federálních volbách, které se konaly stejného roku. Tvořila ji koalice sociálně demokratické SPD a liberální středo-pravicové FDP. Jedná se o první ze série vlád tzv. sociálně-liberální koalice.

## Seznam členů vlády
| Portfej                                                      | Ministr                                              | Strana | Strana |
| ------------------------------------------------------------ | ---------------------------------------------------- | ------ | ------ |
| Spolkový kancléř                                             | Willy Brandt                                         |        | SPD    |
| Zástupce spolkového kancléře                                 | Walter Scheel                                        |        | FDP    |
| Ministr zahraničních věcí                                    | Walter Scheel                                        |        | FDP    |
| Ministr vnitra                                               | Hans-Dietrich Genscher                               |        | FDP    |
| Ministr spravedlnosti                                        | Gerhard Jahn                                         |        | SPD    |
| Ministr financí                                              | Alexander Möller do 13. května 1971                  |        | SPD    |
| Ministr financí                                              | Karl Schiller od 13. května 1971 do 7. července 1972 |        | SPD    |
| Ministr financí                                              | Helmut Schmidt od 7. července 1972                   |        | SPD    |
| Ministr hospodářství                                         | Karl Schiller do 7. července 1972                    |        | SPD    |
| Ministr hospodářství                                         | Helmut Schmidt od 7. července 1972                   |        | SPD    |
| Ministr výživy, zemědělství a lesů                           | Josef Ertl                                           |        | FDP    |
| Ministr práce a sociálních věcí                              | Walter Arendt                                        |        | SPD    |
| Ministr obrany                                               | Helmut Schmidt do 7. července 1972                   |        | SPD    |
| Ministr obrany                                               | Georg Leber od 7. července 1972                      |        | SPD    |
| Ministryně mládeže, rodiny a zdravotnictví                   | Käte Strobel                                         |        | SPD    |
| Ministr pošt a spojů                                         | Georg Leber do 7. července 1972                      |        | SPD    |
| Ministr pošt a spojů                                         | Lauritz Lauritzen od 7. července 1972                |        | SPD    |
| Ministr výstavby a bytové politiky                           | Lauritz Lauritzen                                    |        | SPD    |
| Ministr pro celoněmeckou problematiku                        | Egon Franke                                          |        | SPD    |
| Ministr školství a vědy                                      | Hans Leussink do 15. března 1972                     |        | bezp.  |
| Ministr školství a vědy                                      | Klaus von Dohnanyi od 15. března 1972                |        | SPD    |
| Ministr pro hospodářskou spolupráci                          | Erhard Eppler                                        |        | SPD    |
| Ministr pro zvláštní úlohy Ředitel úřadu spolkového kancléře | Horst Ehmke                                          |        | SPD    |